# Distrikt Pocollay
Der Distrikt Pocollay liegt in der Provinz Tacna in der Region Tacna im äußersten Südwesten von Peru. Der Distrikt hat eine Fläche von 265,65 km². Beim Zensus 2017 wurden 18.627 Einwohner gezählt. Im Jahr 1993 lag die Einwohnerzahl bei 10.445, im Jahr 2007 bei 17.113. Verwaltungssitz des Distrikts ist der am nordöstlichen Stadtrand von Tacna gelegene Vorort Pocollay.
Der Distrikt Pocollay erstreckt sich über die Ausläufer der peruanischen Westkordillere. Der Distrikt grenzt im Norden an die Distrikte Calana und Pachía, im Nordosten an den Distrikt Palca, im Südosten an den Distrikt Tacna, im Südwesten an den Distrikt Coronel Gregorio Albarracín Lanchipa sowie im Westen erneut an den Distrikt Tacna, hier die Stadt Tacna, und an den Distrikt Ciudad Nueva.